# 帕利伊夫卡 (別利亞耶夫卡區)
46°38′39″N 30°28′13″E / 46.64417°N 30.47028°E
帕利伊夫卡（烏克蘭語：Паліївка）是位於烏克蘭西南部的村莊，由敖德萨州敖德萨区的維霍達市鎮負責管轄。該村始建於1861年，面積1.87平方公里，海拔高度6米，2001年人口322，人口密度每平方公里172.19人。